# Montaigu (Jura)
Montaigu és un municipi francès situat al departament del Jura i a la regió de Borgonya - Franc Comtat. L'any 2007 tenia 503 habitants.

## Demografia

### Població
El 2007 la població de fet de Montaigu era de 503 persones. Hi havia 208 famílies de les quals 52 eren unipersonals (36 homes vivint sols i 16 dones vivint soles), 84 parelles sense fills, 64 parelles amb fills i 8 famílies monoparentals amb fills.
La població ha evolucionat segons el següent gràfic:
Habitants censats

### Habitatges
El 2007 hi havia 239 habitatges, 211 eren l'habitatge principal de la família, 14 eren segones residències i 14 estaven desocupats. 226 eren cases i 13 eren apartaments. Dels 211 habitatges principals, 191 estaven ocupats pels seus propietaris, 17 estaven llogats i ocupats pels llogaters i 3 estaven cedits a títol gratuït; 1 tenia una cambra, 7 en tenien dues, 33 en tenien tres, 50 en tenien quatre i 119 en tenien cinc o més. 150 habitatges disposaven pel capbaix d'una plaça de pàrquing. A 85 habitatges hi havia un automòbil i a 110 n'hi havia dos o més.

### Piràmide de població
La piràmide de població per edats i sexe el 2009 era:
| Homes | Edats   | Dones |
| ----- | ------- | ----- |
| 0     | 95 o +  | 0     |
| 0     | 90 a 94 | 0     |
| 8     | 85 a 89 | 0     |
| 8     | 80 a 84 | 4     |
| 4     | 75 a 79 | 12    |
| 12    | 70 a 74 | 4     |
| 24    | 65 a 69 | 20    |
| 24    | 60 a 64 | 24    |
| 12    | 55 a 59 | 24    |
| 4     | 50 a 54 | 20    |
| 16    | 45 a 49 | 0     |
| 16    | 40 a 44 | 16    |
| 4     | 35 a 39 | 20    |
| 44    | 30 a 34 | 20    |
| 16    | 25 a 29 | 20    |
| 4     | 20 a 24 | 20    |
| 20    | 15 a 19 | 4     |
| 12    | 10 a 14 | 8     |
| 36    | 5 a 9   | 8     |
| 20    | 0 a 4   | 36    |

## Economia
El 2007 la població en edat de treballar era de 277 persones, 200 eren actives i 77 eren inactives. De les 200 persones actives 190 estaven ocupades (101 homes i 89 dones) i 10 estaven aturades (5 homes i 5 dones). De les 77 persones inactives 32 estaven jubilades, 28 estaven estudiant i 17 estaven classificades com a «altres inactius».

### Ingressos
El 2009 a Montaigu hi havia 212 unitats fiscals que integraven 507,5 persones, la mediana anual d'ingressos fiscals per persona era de 22.665 €.

### Activitats econòmiques
Dels 17 establiments que hi havia el 2007, 1 era d'una empresa alimentària, 2 d'empreses de fabricació d'altres productes industrials, 4 d'empreses de construcció, 1 d'una empresa de comerç i reparació d'automòbils, 1 d'una empresa d'hostatgeria i restauració, 2 d'empreses financeres, 4 d'empreses immobiliàries, 1 d'una entitat de l'administració pública i 1 d'una empresa classificada com a «altres activitats de serveis».
Dels 6 establiments de servei als particulars que hi havia el 2009, 1 era un guixaire pintor, 1 fusteria, 1 lampisteria, 1 electricista i 2 agències immobiliàries.
L'any 2000 a Montaigu hi havia 7 explotacions agrícoles que ocupaven un total de 352 hectàrees.

## Poblacions més properes
El següent diagrama mostra les poblacions més properes.